# Winter Hall
Pour les articles homonymes, voir Hall.
Winter Hall est un acteur néo-zélandais né le 21 juin 1872 à Christchurch (Nouvelle-Zélande), mort le 10 février 1947 à Los Angeles (États-Unis).

## Filmographie

### Années 1910
- 1916 : The Pioneers : Dan Farrell
- 1916 : The Joan of Arc of Loos
- 1916 : The Woman in the Case
- 1917 : The Gift Girl : Usun Hassan
- 1917 : The Bronze Bride : Mr. Carter
- 1917 : The Primrose Ring : Dr Ralph MacLean
- 1917 : Sacrifice de Frank Reicher : Stephen Stephani
- 1917 : A Romance of the Redwoods : John Lawrence, l'oncle de Jenny
- 1917 : The Spindle of Life : James Bradshaw
- 1917 : The Cricket : Pinglet
- 1917 : The Silent Lady : Philemon
- 1917 : My Little Boy : oncle Oliver
- 1918 : New Love for Old : Ben Sawyer
- 1918 : The Kaiser, the Beast of Berlin : Dr Von Gressler
- 1918 : Beauty in Chains : Don Cayetano
- 1918 : The House of Silence : Dr Henry Rogers
- 1918 : Rich Man, Poor Man
- 1918 : Missing : Dr. Howson
- 1918 : The Bravest Way : Moreby Nason
- 1918 : The Firefly of France : Dunham
- 1918 : The City of Dim Faces (it) de George Melford : Brand Matthews
- 1918 : Till I Come Back to You : King Albert
- 1918 : The Vanity Pool (en) d'Ida May Park : Uncle Penny
- 1918 : Hitting the High Spots : Morgan Randolph
- 1918 : Le Mari de l'Indienne (The Squaw Man) : Fletcher
- 1918 : The Mystery Girl : Prince Sebasatian
- 1919 : The Dub (it) de James Cruze : Burley Hadden
- 1919 : Alias Mike Moran : M.. Vandecar
- 1919 : Le Tournant (The Turn in the Road), de King Vidor : Révérend Matthew Barker
- 1919 : Le Trésor (Captain Kidd, Jr.) de William Desmond Taylor : John Brent
- 1919 : Le Gardien de nuit  (The Money Corral) de William S. Hart : Gregory Collins
- 1919 : Pour le meilleur et pour le pire (For Better, for Worse) : Doctor
- 1919 : La Lanterne rouge (The Red Lantern) d'Albert Capellani : Rev. Alex Templeton
- 1919 : The Hushed Hour : Judge Robert
- 1919 : The Right to Happiness : Forrester
- 1919 : Why Smith Left Home : The General
- 1919 : When Bearcat Went Dry : Lone Stacy
- 1919 : A Girl in Bohemia : McMain, Publisher
- 1919 : The Beauty Market : Ashburton Gaylord

### Années 1920
- 1920 : The Thirteenth Commandment : Roger Kip Sr.
- 1920 : The Tree of Knowledge : Siur Mostyn Hollingsworth
- 1920 : The Forbidden Woman : Edward Harding
- 1920 : Faith : Adam Harden
- 1920 : The Deadlier Sex : Henry Willard
- 1920 : Alias Jimmy Valentine : William Lane
- 1920 : The Third Woman : Judson Halliday
- 1920 : La Proie (The Woman in His House) de John M. Stahl : Andrew Martin, le père d'Hilda
- 1920 : Behold My Wife : général Armour
- 1920 : Hearts Are Trumps : Lord Altcar
- 1921 : The Jucklins : général Lundsford
- 1921 : The Breaking Point : Dr Hillyer
- 1921 : Ce que peut une femme (What Every Woman Knows)  de William C. de Mille : Charles Venables
- 1921 : The Little Clown : colonel Beverley
- 1921 : The Witching Hour : Juge Prentice
- 1921 : Son enfant (The Child Thou Gavest Me) de John M. Stahl : le père de Norma
- 1921 : Le cœur nous trompe (The Affairs of Anatol) : Dr Johnston
- 1921 : The Great Impersonation : le duc d'Oxford
- 1921 : Her Social Value : Shipley
- 1921 : Cheated Hearts : Nathanial Beekman
- 1922 : Le Détour (Saturday Night), de Cecil B. DeMille : le professeur
- 1922 : Sur les sables brûlants (Burning Sands) de George Melford : 'le gouverneur
- 1922 : On the High Seas (en) d'Irvin Willat : John Deveraux
- 1922 : L'Homme aux deux visages (Skin Deep) de Lambert Hillyer : Dr Langdon
- 1922 : East Is West de Sidney Franklin : Mr. Benson
- 1923 : Wasted Lives : Dr. Wentworth
- 1923 : The Voice from the Minaret : Bishop Ellsworth
- 1923 : Little Church Around the Corner : Doc Graham
- 1923 : Cendres de vengeance (Ashes of Vengeance) de Frank Lloyd : L'évêque
- 1923 : Her Reputation : John Mansfield
- 1923 : The Day of Faith : Bland Hendricks
- 1923 : Le Raz-de-marée (Thundering Dawn) de Harry Garson : The Elder Standish
- 1924 : Le Glaive de la loi (Name the Man) de Victor Sjöström : Gov. Stanley
- 1924 : Secrets de Frank Borzage : Dr. Arbuthnot
- 1924 : The Right of the Strongest : Austin Lee Sr.
- 1924 : The Turmoil de Hobart Henley : Henry Vertrees
- 1924 : Son œuvre (The Only Woman) de Sidney Olcott : William Brinsley
- 1924 : Husbands and Lovers : Robert Stanton
- 1925 : The Boomerang : Gordon
- 1925 : Raffles : Lord Amersteth
- 1925 : The Girl Who Wouldn't Work : District Attorney
- 1925 : Graustark : Ambassador
- 1925 : Compromise : Joan's Father
- 1925 : Free to Love : Judge Orr
- 1925 : Pleasure Buyers de Chester Withey : General Ripley
- 1925 : Ben-Hur (Ben-Hur: A Tale of the Christ), de Fred Niblo : Joseph
- 1928 : The Forger (en)
- 1928 : After the Verdict
- 1929 : High Seas : Lord Bracklethorpe
- 1929 : Kitty : John Furnival
- 1929 : The Wrecker (en) de Geza Von Bolvary : Sir Gerald Bartlett
- 1929 : Woman to Woman (en) de Victor Saville : Dr. Gavin
- 1929 : Paradise : Rev. Cranston
- 1929 : The Racketeer : Mr. Simpson
- 1929 : Parade d'amour (The Love Parade) : Priest
- 1929 : The Lost Zeppelin : Mr. Wilson

### Années 1930
- 1930 : Road to Paradise : Brewster, the Butler
- 1930 : Passion Flower : Leroy Pringle
- 1931 : Girls Demand Excitement : The Dean
- 1931 : Confessions of a Co-Ed (en) de David Burton et Dudley Murphy : Dean Winslow
- 1932 : Tomorrow and Tomorrow : Président Adee
- 1932 : Madame Racketeer de Harry Wagstaff Gribble et Alexander Hall
- 1932 : The Man Called Back (en) de Robert Florey :Juge
- 1933 : Cavalcade : Ministre
- 1933 : The Monkey's Paw : Mr. Hartigan
- 1934 : Le Monde en marche (The World Moves On) : Minister
- 1934 : The Barretts of Wimpole Street : Clergyman
- 1934 : Agent britannique (British Agent) de Michael Curtiz  : Cabinet Member
- 1934 : The Pursuit of Happiness : Uncle
- 1934 : Judge Priest : Judge Floyd Fairleigh
- 1934 : The Merry Widow : Priest
- 1934 : What Every Woman Knows de Gregory La Cava : Cabinet member
- 1935 : Ne pariez pas sur les blondes (Don't Bet on Blondes) : Minister at wedding
- 1935 : Les Croisades (The Crusades) : Archbishop
- 1935 : Code secret (Rendezvous) de William K. Howard : Chaplain
- 1935 : Les Révoltés du Bounty (Mutiny on the Bounty) : Chaplain
- 1935 : Le Marquis de Saint-Evremont (A Tale of Two Cities) : Aristocrat
- 1936 : Le Rayon invisible (The Invisible Ray) : The Minister
- 1936 : Champagne Charlie
- 1936 : The Crime of Dr. Forbes : Faculty Doctor
- 1936 : La Bohémienne (The Bohemian Girl)
- 1936 : marie Stuart (Mary of Scotland)
- 1936 : Two in a Crowd : Judge
- 1936 : Le Pacte (Lloyd's of London) : Dr. Beatty
- 1937 : Le Dernier négrier (Slave Ship) : Minister
- 1937 : L'Or et la femme (The Toast of New York) : Member of the board of directors
- 1937 : Bulldog Drummond's Revenge : Ferry Captain
- 1938 : Quatre Hommes et une prière (Four Men and a Prayer) de John Ford : Judge
- 1938 : Le Roi des gueux (If I Were King) : Major Domo